# Голдино (село, Рязанская область)
Го́лдино — село, административный центр Голдинского сельского поселения Михайловского района Рязанской области России. До упразднения уездно-губернского деления входило в состав Малинковской волости Михайловского уезда Рязанской губернии.
Население  — 870 человек (2010).

## География
Село располагается на небольшом притоке Локни.

## История
Село известно с XVI—XVII в. Первая официальная запись о Голдино сделана в «Платежной книге Моржевского уезда (1594-1597)». Деревня была записана через А, как Галдина. В исторических документах упоминается Голдинский уезд, что обозначает крупный населенный пункт прилегающих земель и проживания в нем владельца. Село входило в оборонительную систему, стоящую по рекам: Ока, Осётр, Проня, Воже. Место, где располагается село является одним из самых высоких в Рязанской губернии. Практически все жители села являются православными. Деревня Голдино упоминается в историческом документе (1627): …А за Семеном, государи было староя ево поместья на Резани деревня Волостка да деревня Голдина да деревня Коровина... В списке: «Платежных рязанских книг князя Ивана Львова № 136 и 137 (1628 — 1629)» в деревне Голдино числится: «8 дворов боярских, 6 дворов детей боярских, 8 дворов рассыльщиков, 80 дворов крестьянских, 41 двор бобылей- , а всего 143 двора». На землях Голдино был налажен севооборот 3-польный с корнеплодами и травосеянием. В селе проживало более 1 тыс. человек, было две мельницы, пять лавок, трактира никто не держал. К концу XVIII века в селе сосуществовало три усадьбы. Одна усадьба принадлежала коллежскому советнику Г. М. Коробьину (с 1734 по 1772), женатому на Е. Г. Головиной, а затем — их сыну уездному предводителю дворянства секунд-майору А. Г. Коробьину-Большому (1751-после 1808). Вторая усадьба с первой трети XVIII века и до начала XX века находилась в роду дворян Секериных. В первой половине IXX века владел майор Павел Васильевич Секерин (род. до 1810 г.), женатый на Елизавете Сергеевне Князевой , затем его сын - Валериан Павлович Секерин (1837- после 1901), женатый на Марии Дмитриевне Князевой, и внук -  Владимир Валерианович Секерин (г/р 186-1942). В последней четверти XVIII века владельцем ещё одной усадьбы в селе был содержатель шёлковой фабрики московский купец Е. И. Демидов с дочерью М. Е. Демидовой, у которой имение купил А. П. Черкесов (1786—1852), после его сын С. А. Черкесов (1864—1920), женатый на А. А. Голубцовой (г/р 1876), внучке совладельца села тайного советника С. П. Голубцова (1810—1888).
В 1628—1629 годах Голдино было ещё деревней во владении Корабьиных, но к 1676 году стало уже селом с приходскою Преображенской церковью.
В 1737 году в селе была учреждена канато-прядильная и полотняная фабрика, где изготавливали бечева, простые пеньковые и смоляные канаты, для нужд армии и флота. Фабрика возникла на месте производства канатов и веревок, которое принадлежало дворянину Шишкину. В 1860 году фабрика принадлежала помещику Г. Секерину и была одной из крупнейших фабрик губернии. Фабрика производила материал для парусов, белые тонкие полотна, полотенца, платки, атлас, канифас, салфетки, скатерти и другие вещи. На фабрике был 21 станок и работало 45 человек крепостных. Впоследствии фабрика переходит князю Алексею Павловичу Черкесову и он переделывает фабрику в винокуренный завод № 58 с производством 43.000 ведер спирта, на котором (1860) работало 149 фабричных крестьян. А. П. Черкесов строит конезавод с конюшней на 300 лошадей, для нужд армии и производства племенных лошадей. Князь Б. А. Черкасский приобрел за 8 тысяч рублей серебром, на конезаводе в Лесище Михайловского уезда, рысака Очарователь, победителя скачек в Рязани и С-Петербурге (1858). Достоинства приплода были таковы, что Михайловского уезда коннозаводчик С. Д. Коробьин предлагал за 2-х летнего коня 2500 серебром. При усадьбе Черкесовых было развито полеводство, они закладывают два больших фруктово-ягодных сада в 4 гектара, с питомником и маслобойней. Секерины имели стадо коров в 40 голов симентальской породы, у Черкесовых было стадо в 160 голов. В приходе у князей Черкесовых были: село Малинки (786 крестьян), Голдино (523 крестьянина), Сашино (248 крестьян), Митино (266 крестьян) и 2.700 десятин земли. В приходе у Секериных было: сельцо Киндяково, Сашино (128 крестьян), Голдино (731 крестьянин), деревня Дмитриевка, Елизаветино, Сергеево и 320 десятин земли. Разделение села Голдино (1850) было таковым: Секерины владели слободами — Плющаловка и Угол. До настоящего времени сохранился пруд с топонимом названия «Секирин пруд» на Плющаловке. Князья Черкесовы владели слободами: Красной, Корсунской, Сёминой, Садовой. Вначале (1880) русская писательница-мемуаристка Авилова Лидия Алексеевна неоднократно посещала усадьбу Голдино — имение штабс-ротмиста Сергея Александровича Черкесова, с дочерью которого дружила Л. А. Авилова. Пребыванию в Голдино посвящен её рассказ «Страх».
В 1850 году крестьянами из Голдино были основаны поселения: Сашино, Митино, Елизаветино.
До 1875 года в селе Голдино некоторое время существовала частная школа на средства Валериана Павловича Секерина.
С 1887 года открыта церковно-приходская школа. Она помещалась в каменном церковном здании.
В 1929 году в Голдино совхоз и винокуренный завод.

## Население
| 1859 | 1897 | 1906  | 1929  | 2007 | 2010 |
| ---- | ---- | ----- | ----- | ---- | ---- |
| 657  | ↗842 | ↗1035 | ↗1309 | ↘614 | ↗870 |

## Известные уроженцы, жители
Фадюнин, Владимир Васильевич (1897— 1966) — советский военачальник.

## Инфраструктура
Личное подсобное хозяйство с зоной сельскохозяйственного использования, индивидуальная застройка усадебного типа.

### Экономика
- ОАО «Голдинский спиртзавод»[21] Год создания: 1870.
- ООО «Калининское»[21] (растениеводство, производство молока). Численность работающих — 98 чел.

## Достопримечательности, памятные места
Благодаря стараниям поселковой администрации села, в 1990 году открыт мемориальный комплекс погибшим жителям в Великой Отечественной войне 1941—1945. На плитах выбиты имена 273 героев, отдавших жизнь ради Победы, которые пополняются по мере изысканий погибших без вести.

## Преображенская церковь
По народному преданию, первоначально церковь стояла в 2 км от нынешней, там, где когда-то находился Сандрикинский хутор.
Впервые церковь упоминается в окладных книгах (1676). Земли при ней показано — 20 четей, сенных покосов — 30 копен. Вместо устроенной в XVII веке деревянной церкви, в 1734 году дана благославленная грамота на освящение новой церкви, устроенной Григорием Михайловичем Корабьиным. Затем Преображенский храм был заново перестроен в 1796 году. В церкви были устроены два предела: Казанский и Митрофаньевский. В то время в приход входили, кроме самого села, деревни: Савино, Дмитриевка, Сергеево, Елизаветино, и сельцо Киндяково, в коих при 159 дворах проживало 832 человека мужского пола и 904 женского. К 1890 году число прихожан достигало 1845 человек.
В 1870-х годах с трёх сторон храма устроена каменная ограда с решетником.
Ныне существующая, каменная церковь построена в 1884 году, также во имя Преображения Господня.
Церковь имеет форму удлиненного четырёхугольника с четырёхугольным алтарем и совместною колокольнею. Внутреннее расположение частей церкви обычное: алтарь, средняя часть и трапезная, где устроены приделы.
Иконостасы сделаны в 1881 и 1889 годах. Стены храма в 1889 году расписаны церковной живописью.
Ныне здание церкви находится в приличном состоянии. Храм открыт для церковных служб, которые проходят регулярно.
Штат
- до 1787 года — 2 священника, дьякон, 4 причетника.
- с 1787 года — 1 священник, дьякон, 2 причетника.
- в 1873 году — 1 священник, 1 псаломщик.
- в 1885 году — 1 священник, 1 псаломщик, дьякон.

Церковной земли было 36 га:
- усадебной — 3,3 га;
- пахотной — 28,4 га;
- луговой — 4,4 га.

Ценности и документы
- Достопримечательных и ценных предметов и икон в церкви не было.
- метрические книги — с 1780 года (не все).
- исповедные ведомости — с 1826 года.
- Церковная библиотека составлялась с 1882 года.

Престолы
- Преображения Господня.
- придел — Казанской иконы Божьей Матери (в 1844 году на средства Алексея Черкесова).
- придел — Митрофания Воронежского (в 1860 году на средства П. В. Секерина).

## Транспорт
В 4 км на северо-востоке от села проходит федеральная автодорога Е119 M6 Москва — Тамбов — Волгоград — Астрахань.
На юго-западе находится одноимённая железнодорожная станция Московской железной дороги участка Ожерелье — Павелец.